# Brignolia valparai
Espèce
Brignolia valparai est une espèce d'araignées aranéomorphes de la famille des Oonopidae.

## Distribution
Cette espèce est endémique du Tamil Nadu en Inde. Elle se rencontre entre 1 100 et 1 250 m d'altitude dans les Anaimalai Hills.

## Description
Le mâle holotype mesure 2,01 mm.

## Étymologie
Son nom d'espèce lui a été donné en référence au lieu de sa découverte, Valparai.

## Publication originale
- Platnick, Dupérré, Ott & Kranz-Baltensperger, 2011 : The goblin spider genus Brignolia (Araneae, Oonopidae). Bulletin of the American Museum of Natural History, no 349, p. 1-131 (texte intégral).